# Політична війна
Політи́чна війна́ (політичне протистояння) — використання однією із сторін політичних засобів, щоб змусити опонента діяти на підставі власного, ворожого наміру. Термін "політична" описує розрахункову взаємодію між урядом/країною та цільовою аудиторією, що включає в себе уряд іншої держави, армію, або цивільне населення. Задля провокування певних дій і отримання переваги над супротивником, державами використовуються різноманітні методи, що включають пропаганду та психологічні операції, які служать відповідно національним та військовим цілям. Пропаганда включає багато аспектів та містить примус до ворожої політичної мети. Психологічні операції проводяться для досягнення певних стратегічних і тактичних військових намірів і можуть бути націлені як на військо, так і на цивільне населення ворога.
Примусовий характер політичної війни призводить до ослаблення або знищення політичної, соціальної або суспільної волі опонента. Політична війна може поєднуватися з насиллям, економічним тиском, підривною діяльністю та дипломатією, але її головним аспектом є "використання слів, образів та ідей". Створення, застосування та продовження цих примусових методів є функцією державного управління і служить потенційною заміною прямим воєнним діям. Наприклад, такі методи, як економічні санкції або ембарго, спрямовані на заподіяння необхідного економічного збитку, що призведе до політичних змін. Використані методи та техніка ведення політичної війни залежать від політичного курсу і державного устрою країни. Характер буде відрізнятися залежно від того, чи є держава тоталітарною, авторитарною або демократичною.
Кінцевою метою політичної війни є зміна думки та дій супротивника на користь власних інтересів держави без застосування військової сили. Такий тип організованого переконання чи примус також має практичний намір - рятувати життя шляхом відмови від насилля з метою досягнення певних політичних цілей. Таким чином, політична війна також передбачає "мистецтво задовольнити союзників і виснажувати противників, об’єднуватись, ізолюючи ворога".
Як правило, особливістю політичної війни є її ворожий намір і імовірна ескалація конфлікту; людські жертви при цьому є загальноприйнятим наслідком.

## Інструменти

### Неагресивні заходи
Для досягнення своїх національних цілей сторони ведуть політичну війну, використовуючи всі засоби, окрім звичайної війни. Найкращим засобом політичної війни є "ефективна політика, яка рішуче роз'яснюється", або, конкретніше, "відкрита політика, що суворо підтримується". Як пояснив один з провідних мислителів з цієї теми, політична війна починається, "коли зв’язки з громадськістю і «лагідне» переконання в державній дипломатії - засоби, притаманні політиці "м'якої сили", - не в змозі викликати необхідні почуття та вчинки". Основний засіб ведення політичної війни - пропаганда. Суть цих операцій може бути як відкритою, так і прихованою. "Біла" або відкрита пропаганда походить від відомого джерела. З іншого боку, "сіра" пропаганда - це "напівофіційні розширення заяв уряду". Радіо "Вільна Європа" та "Радіо Свобода" є прикладами "сірої" пропаганди під час холодної війни. "Чорна" пропаганда походить від невідомого джерела. ЇЇ ключовим фактом є той, що найчастіше походить від "незацікавленого" джерела.
Існують певні засоби, які можна використовувати для ведення пропаганди. Новітні технології дозволяють поширювати інформацію серед величезної кількості людей. Основним каналом є усне мовлення. Воно може включати живі виступи або радіомовлення, телевізійні передачі. Відкрите або приховане радіомовлення може бути особливо корисним інструментом. Друкована продукція також є ефективною, вона включає брошури, листівки, книги, журнали, політичні карикатури та окремі статті у газетах. Підривна діяльність, агенти впливу, шпигуни, журналісти та "корисні ідіоти" можуть бути використані як потужні інструменти в політичному протиборстві. 

### Агресивні заходи
Політична війна також включає в себе ряд заходів агресивного характеру, які використовуються одним з учасників для рішучого здобуття відповідної переваги чи контролю іншого (учасника). У відносинах між державами-націями, такі заходи можуть призвести до захоплення влади або ж до відкритої асиміляції держави-жертви в політичну чи владну систему держави-агресора. Такі взаємовідносини агресора-жертви завжди прослідковувалися противниками всередині певної держави і можуть включати в себе такі тактичні засоби як: замовні вбивства, парамілітарні заходи, диверсійна діяльність, державні перевороти, повстанські дії, революції, партизанські або ж громадянські війни. 
Зовнішнє несанкціоноване посягання виникає за умов, коли уряд скинуто шляхом застосування зовнішньої військової чи дипломатичної інтервенції або ж за допомогою прихованих засобів. Основною метою такої кампанії є здобуття контролю над політичною та соціальною структурою держави-жертви. Така кампанія може бути здійснена силами держави-агресора напряму або ж з використанням вороже налаштованих внутрішніх політичних сил держави-жертви. Пол М. Блексток описує три етапи здобуття контролю держави-агресора над жертвою. 
- Несанкціоноване проникнення: умисне проникнення політичних чи соціальних груп державою-агресором в державу-жертву з метою розширення впливу та контролю. Держава-агресор приховує свій основний замисел, який виходить за рамки дозволеного здійснення впливу дипломатичного характеру та включає шпіонаж[12].

- Примусова дезінтеграція чи розпилення: «порушення політичної чи соціальної структури держави-жертви, поки не настане дезінтеграція національного духу з метою унеможливлення такою державою продовжувати спротив інтервенції» Держава-агресор може використати природні внутрішні конфлікти між політичними, класовими, етнічними, релігійними, расовими та іншими групами населення[13]. Така концепція відповідає стратегії «розділяй та володарюй».

- Повалення і перехід на сторону противника: Повалення це «підрив єдності та розкол прихильності основних політичних та соціальних груп населення всередині держави-жертви, включаючи їхній перехід та набуття політичних чи ідеологічних рис держави-агресора»[14]. Замість повного та прямого переходу, держава-агресор може впливати на перехідні області, що відповідає її цілям, підтримуючи впливових політичних індивідів. Більше того це може включати створення контр еліт з числа суспільно значущих індивідів та лідерів та створення таким чином законності та стійкості нового режиму. Перехід на сторону противника це перехід ключових індивідів і лідерів на сторону держави-агресора. Такі індивіди можуть переселятися, або залишатися на території держави-жертви, здійснюючи постійний вплив на місцеві проблеми та події в інтересах держави-агресора. Такі відступники також можуть надавати представникам держави-агресора конфіденційну інформацію[15].

- Державний переворот це повалення уряду шляхом несанкціонованого проникнення політичних, військових, соціальних груп невеликим сегментом державного апарату. Такий сегмент існує всередині держави та націлений на критичні політичні важелі влади уряду з метою нейтралізації опозиції під час та після державного перевороту. Існує ряд передумов виникнення перевороту[16]: обмеження політичної участі більшої частини населення, незалежність від зовнішньої влади чи контролю, наявність органу, що приймає рішення, зосередженого в політичному центрі держави та позбавленого можливості керувати регіональними владними, бізнесовими, чи іншими групами.

В рамках здійснення державного перевороту використовуються ресурси для збільшення підтримки всередині держави та нейтралізації тих, хто здатний протистояти такому перевороту. Успішний державний переворот здійснюється швидко та, після того як уряд повалено, ситуація стабілізується шляхом контролю комунікацій та мобільності. Більше того, новий уряд повинен здобути підтримку з боку публічних, військових та адміністративних органів, шляхом відновлення безпекового середовища. В результаті, новий уряд буде намагатися здобути підтримку як серед власного населення, так і прагнути визнання на міжнародній арені. Державний переворот може проводитися національними силами держави чи включати зовнішній вплив, схожий на засоби зовнішнього несанкціонованого проникнення. 
- Воєнізовані операції: перехідне політичне протиборство масштабом від поодинокого використання насильницьких дій з простою структурою (по типу диверсійної діяльності) до повномасштабної війни. Перехід та ескалація включають ряд етапів та залежать від завдань на тактичному та стратегічному рівнях. Воєнізовані дії включають засоби несанкціонованого проникнення, підривну діяльність так само, як і операції у складі малих груп, повстанську діяльність та громадянську війну[18].

- Повстанські дії: організований, спланований інструмент війни політичного характеру, розроблений для послаблення контролю та знищення законності існуючого уряду, який використовується для захоплення влади чи іншого політичного органу[19]. Повстанські дії є внутрішнім конфліктом з наявним першочерговим завданням мобілізувати місцеве населення з метою встановлення контролю та здобуття підтримки такого населення в інтересах держави-агресора[20]. Повстанські дії включають в себе політичні та військові завдання, які мають за кінцеву мету встановлення законного державного устрою держави-жертви, вигідного державі-агресору[21]. Повстанські дії є конфліктами нетрадиційного характеру та включають в себе ряд методів, які різняться масштабами від примусових засобів, таких як залякування та замовні вбивства, до політичних засобів, таких як пропаганда і соціальна допомога. Підходи та завдання організаторів повстанських дій можуть включати підтримання тривалих безпорядків та насилля для демонстрації неспроможності існуючого уряду гарантувати умови безпеки для населення, послаблюючи таким чином існуючий уряд та фізично усуваючи будь-яку ефективну опозицію. Такі підходи також включають залякування місцевого населення та недопущення його участі в політичних чи правових процесах, а також підтримки таких процесів шляхом контролю та залякування правоохоронних органів та збройних сил(що обмежує здатність уряду реагувати на повстанські дії), або створення умов для жорсткої реакції уряду з використанням сил безпеки чи збройних сил[22].

## Різновиди

### «Холодні війни»
«Холо́дна війна́» — це війна, яка ведеться без офіційного використання військових засобів фізичного знищення противника.

Радянська експансія: формування Східного Блоку.

Під час ХВ використовуються засоби і методи відмінні від традиційних уявлень про війну: танкові війська, ракети, ядерна зброя — не грають в ній головну роль. Холодна війна ведеться іншими засобами: політичні переконання і залякування, психологічний вплив на населення супротивника, дипломатична війна на міжнародній арені за допомогою засобів дипломатії.
Термін «холодна війна» має більш стратегічне забарвлення. Наразі для опису розвитку боротьби в холодних війнах більш активно використовується поняття «інформаційна війна». 
Найчастіше цей термін використовується для позначення геополітичної та ідеологічної боротьби між СРСР і Сполученими Штатами після Другої світової війни. Вона почалася приблизно в 1948-му, тривала (з усе меншою активністю) впродовж наступних сорока років. Вона велася без офіційного оголошення війни, але мала на меті приблизно теж, що й звичайна війна — повне домінування над супротивником, в усіх галузях. Її початком послужили перегони в ядерному озброєнні («ядерні перегони»): США вперше застосувало атомну бомбу — СРСР створило найпотужнішу бомбу. Надалі обидві держави намагалися здобути перевагу над опонентом будь-якою ціною. Надалі відбувся ще ряд «перегонів» (див. «перегони озброєнь»). В цілому можна сказати що цю війну виграло США, оскільки СРСР врешті-решт розпався, тобто США здобуло домінування для здійснення своєї політики там де раніше впроваджувалася політика СРСР.